# OnePlus Nord 2T 5G
OnePlus Nord 2T 5G — смартфон середнього рівня, розроблений компанією OnePlus, що входить у серію Nord і є наступником OnePlus Nord 2 5G. Був представлений 19 травня 2022 року разом зі смартфоном OnePlus Nord CE2 Lite 5G і навушниками OnePlus Nord Buds.

## Дизайн
Передня та задня панель виконані зі скла Corning Gorilla Glass 5, а рамка — з пластику.
За дизайном OnePlus Nord 2T 5G схожий на смартфони realme. 
Знизу розміщені слот під 2 SIM-картки, мікрофон, роз'єм USB-C та динамік, а зверху — другий мікрофон. Зліва розміщені кнопки регулювання гучності, а справа — повзунок режимів звуку та кнопка блокування.
Смартфон продавався в наступних кольорах:
| Колір | Назва       |
| ----- | ----------- |
|       | Gray Shadow |
|       | Jade Fog    |

## Технічні характеристики

### Платформа
OnePlus Nord 2T 5G став першим смартфоном, що отримав процесор MediaTek Dimensity 1300 з графічним процесором Mali-G77 MC9, який є трохи покращеною версією Dimensity 1200-AI, встановленого в попередника.

### Батарея
Батарея отримала об'єм 4500 мА·год та підтримку швидкої зарядки SUPERVOOC на 80 Вт.

### Камера
Смартфон отримав основну потрійну камеру, яка складається із ширококутного об'єктива Sony IMX766 на 50 Мп з діафрагмою f/1.8, фазовим автофокусом та оптичною стабілізацією зображення, надширококутного об'єктива на 8 Мп з діафрагмою f/2.2 та кутом огляду 120° і сенсора глибини на 2 Мп з діафрагмою f/2.2. Також OnePlus Nord 2T 5G має ширококутну фронтальну камеру на 32 Мп з діафрагмою f/2.4.
Основна камера може записувати відео в роздільній здатності 4K@30fps, а фронтальна — в 1080p@30fps.

### Екран
Екран AMOLED, 6,43" з роздільною здатністю Full HD+ (2400 × 1600), щільністю пікселів 409 ppi, співвідношенням сторін 20:9, частотою оновлення дисплея 90 Гц та круглим вирізом під фронтальну камеру, розташованим зверху в лівому кутку. Також під дисплей вбудовано оптичний сканер відбитків пальців.

### Звук
Смартфон отримав два динаміки, що утворюють стереопару. Роль другого динаміка виконує розмовний динамік.

### Пам'ять
OnePlus Nord 2T 5G продавався в конфігураціях 8 ГБ/128 ГБ та 12 ГБ/256 ГБ.

### Програмне забезпечення
Смартфон був випущений на OxygenOS 12.1 на базі Android 12 і був оновлений до OxygenOS 14.1 на базі Android 14.